# Bouc
Pour les articles homonymes, voir bouc (homonymie).
Cet article concerne le mâle de l'espèce capra aegagrus hircus. Pour la femelle, voir chèvre.
Le bouc, mâle de la chèvre, est un mammifère herbivore ruminant. Il est doté d'une forte charge symbolique. 

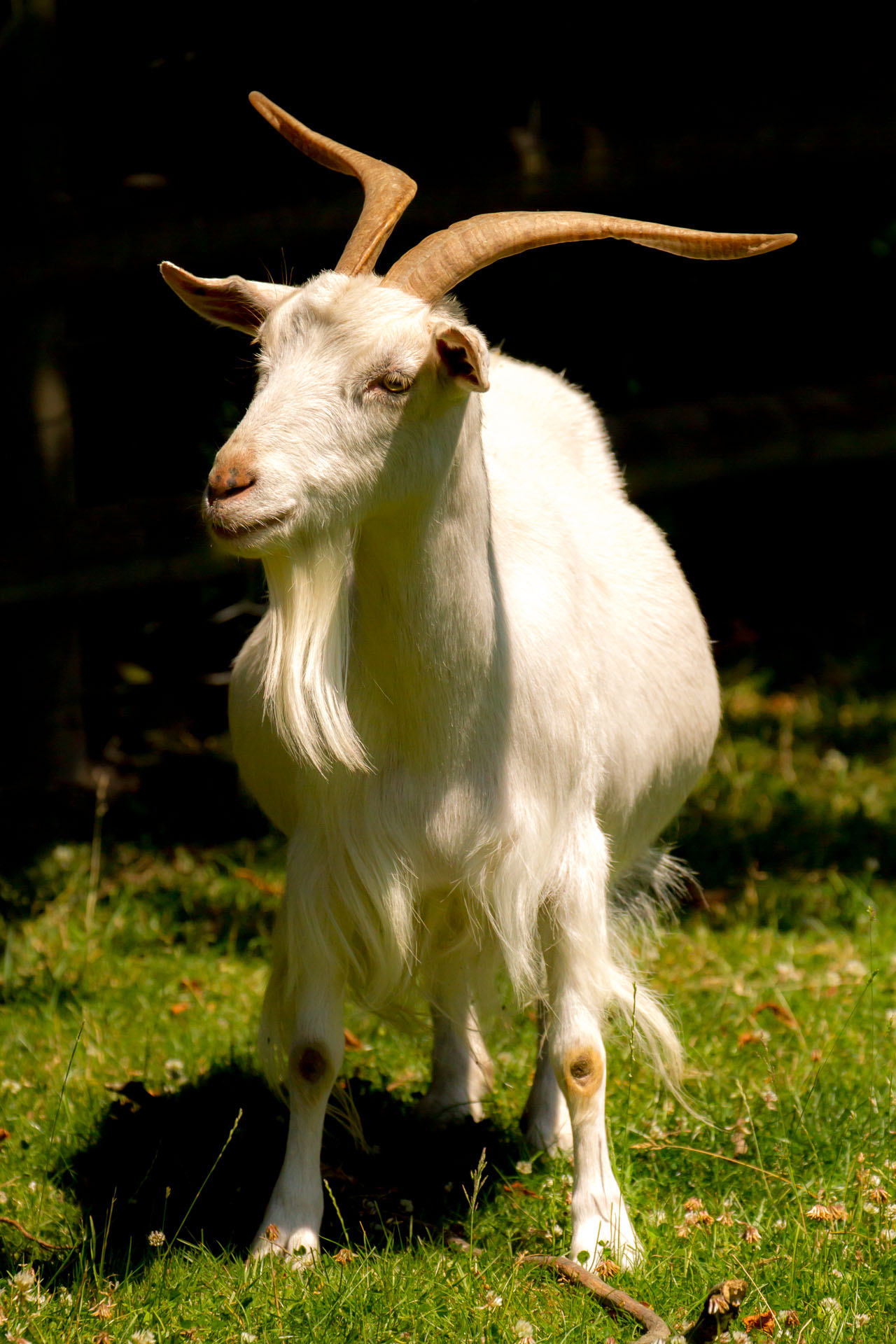
Bouc blanc irlandais.

## Étymologie
Bouc proviendrait du gaulois bucco. L'épithète spécifique de l'espèce dérive du latin hircus désignant le bouc. Le mâle castré peut être appelé menon dans certaines régions. En anglais, le terme bucca a été évincé à la fin du XIIe siècle par celui de hegote ou hegoote. Depuis le XIXe siècle il porte de nom de buck ou de billy et de wether pour le mâle castré.

## Caractéristiques

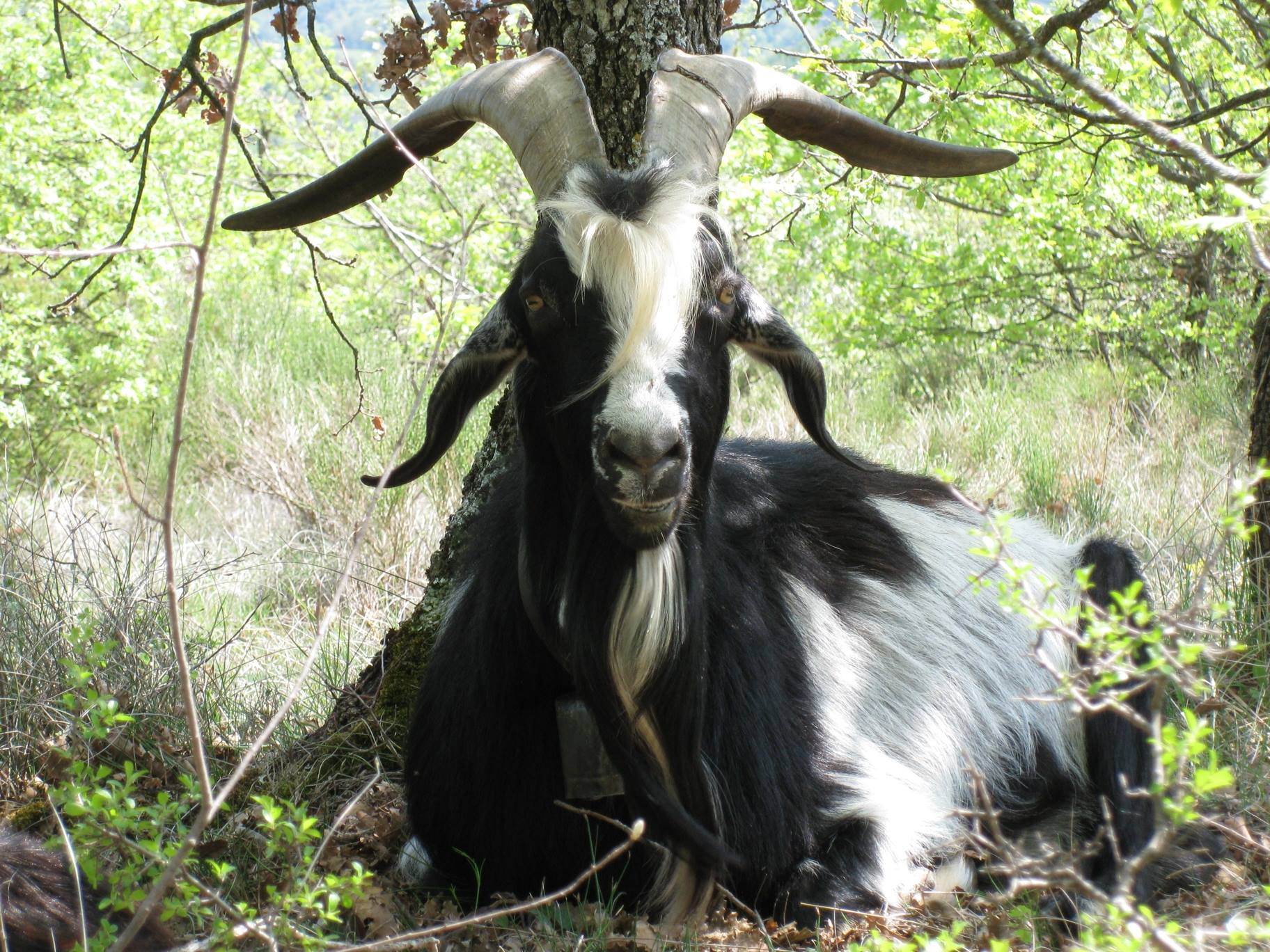
Bouc provençal (Alpes-de-Haute-Provence).

Mâle de la chèvre, le bouc est une espèce ou une sous-espèce de mammifère herbivore ruminant, appartenant à la famille des bovidés, sous-famille des caprins. 
Il se caractérise par des cornes parfois en forme de lyre, une barbiche de poils sous le menton et une odeur très forte. Les boucs dégagent toujours une odeur puissante, accrue au moment du rut. Cette odeur appelée « eau de mâle » est attribuée à des acides gras (comme l'acide 4-éthyl-octanoïque, -décanoïque, -dodécanoïque, -tétradécanoïque) et des « phéromones-like » (notamment l'aldéhyde 4-ethyloctanal). Les « phéromones-like » sont synthétisés par la peau de la tête du mâle et stimulent l'activité ovarienne des femelles par l'intermédiaire de l'hormone GnRH. 
Les boucs des races suisses et nordiques entrent en rut à l'automne lors du changement du cycle thermique des femelles. Ceux des races équatoriales peuvent montrer une fertilité saisonnière réduite mais, comme leurs femelles, ils sont capables de se reproduire à tout moment. Le rut se caractérise par une diminution de l'appétit, un intérêt obsessionnel pour les femelles. Un bouc en rut présente un flehmen (retroussement de la lèvre supérieure) et urine sur ses pattes antérieures et sa face. Les glandes odorantes sébacées à la base des cornes ajoutent à l'odeur du bouc, ce qui est important pour le rendre attractif pour la femelle qui ne s'accouplera pas avec un mâle sans odeur.
Le poids des boucs des races les plus grandes comme les Boers peut atteindre 140 kilos. Lorsque les femelles allaitent les petits, les boucs chargent les intrus et affrontent les humains plus volontiers que ne le font les béliers.

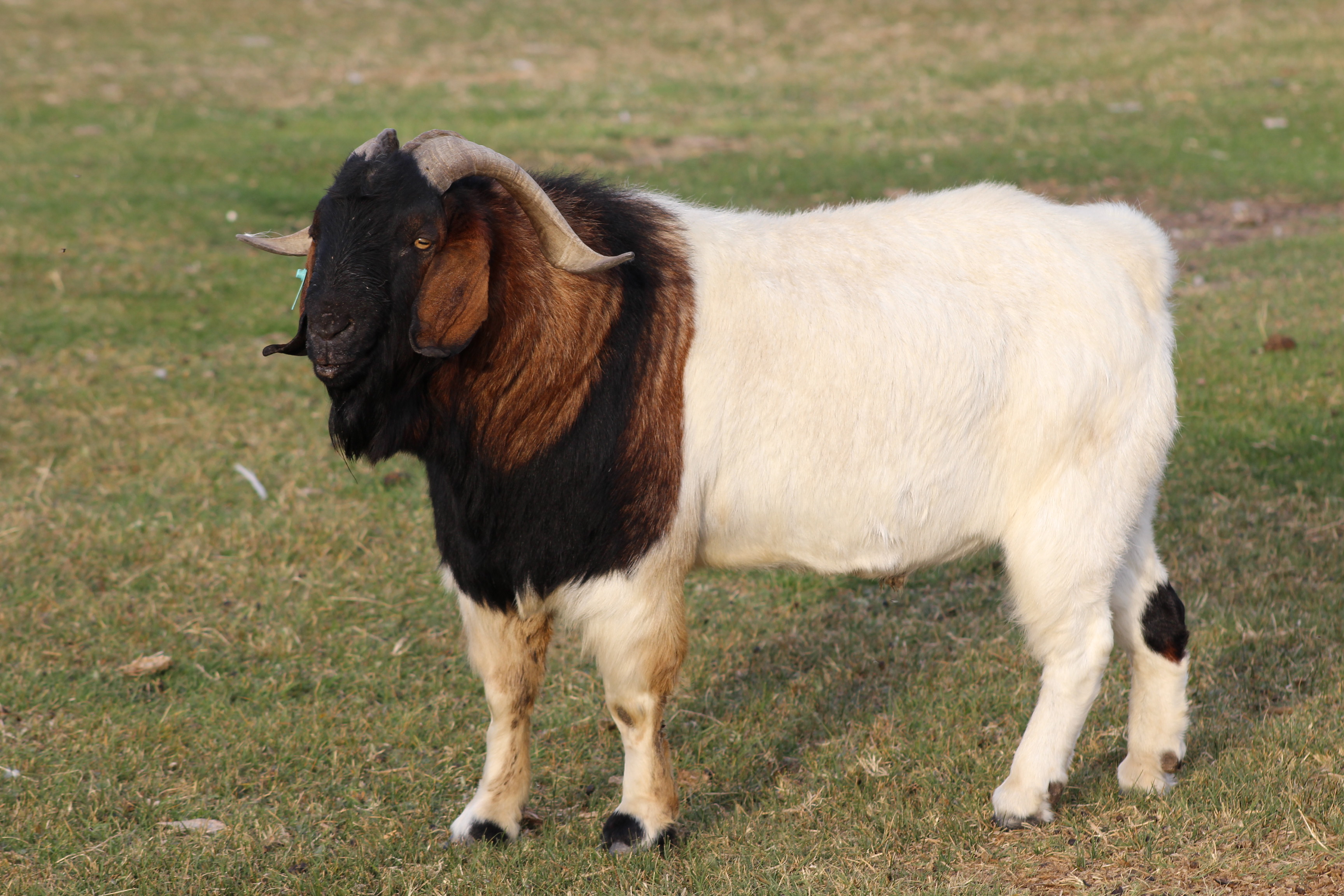
Bouc Boer
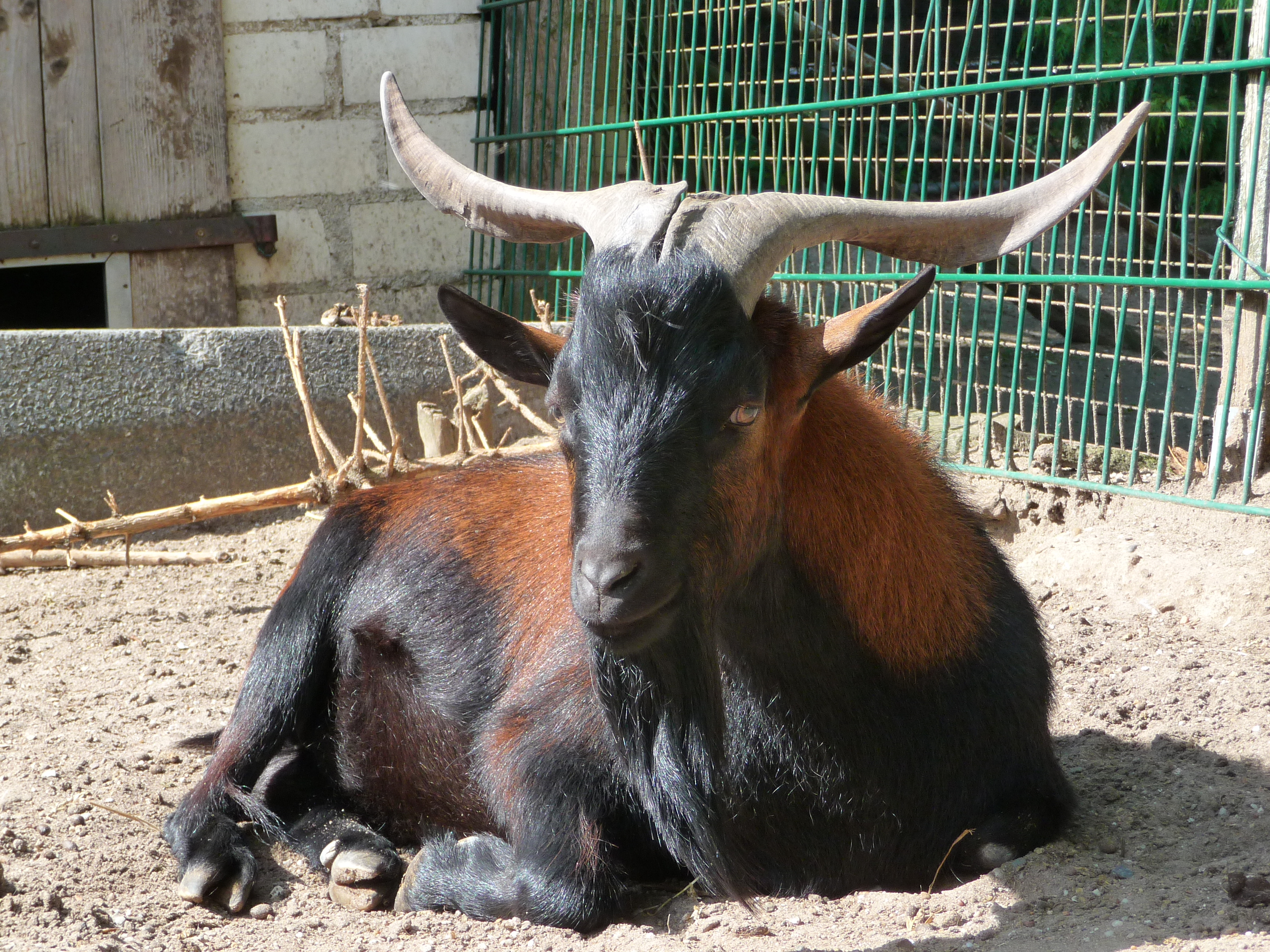
Bouc Juan Fernandez
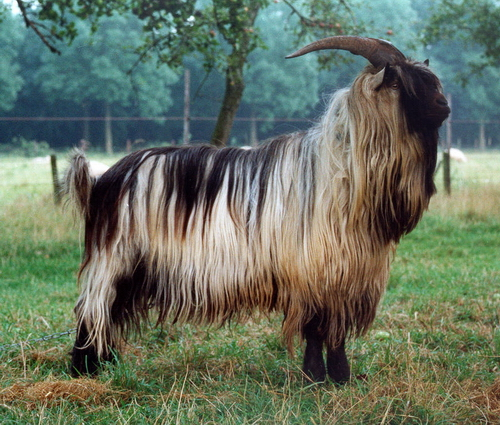
Bouc néerlandais
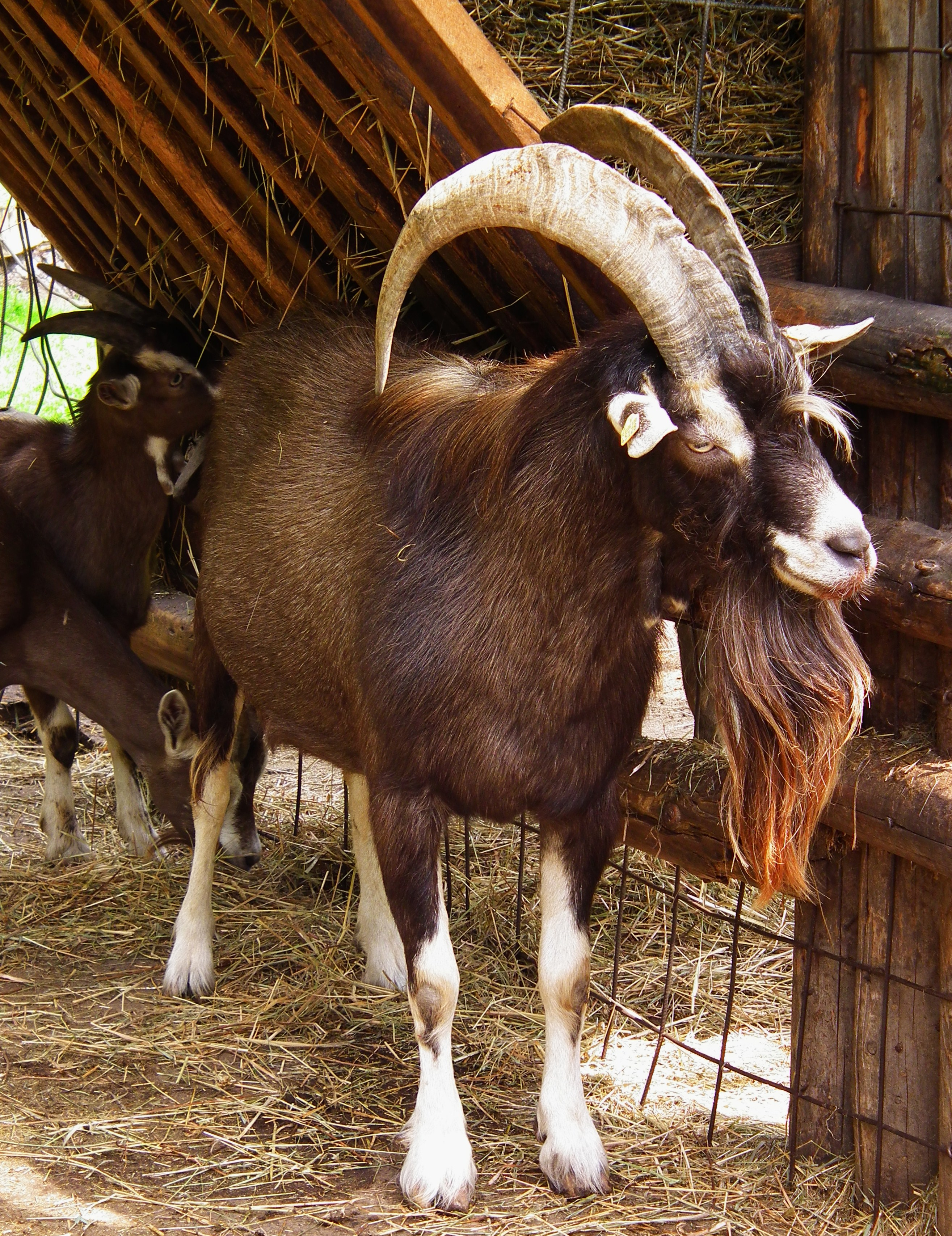
Bouc de Thuringe
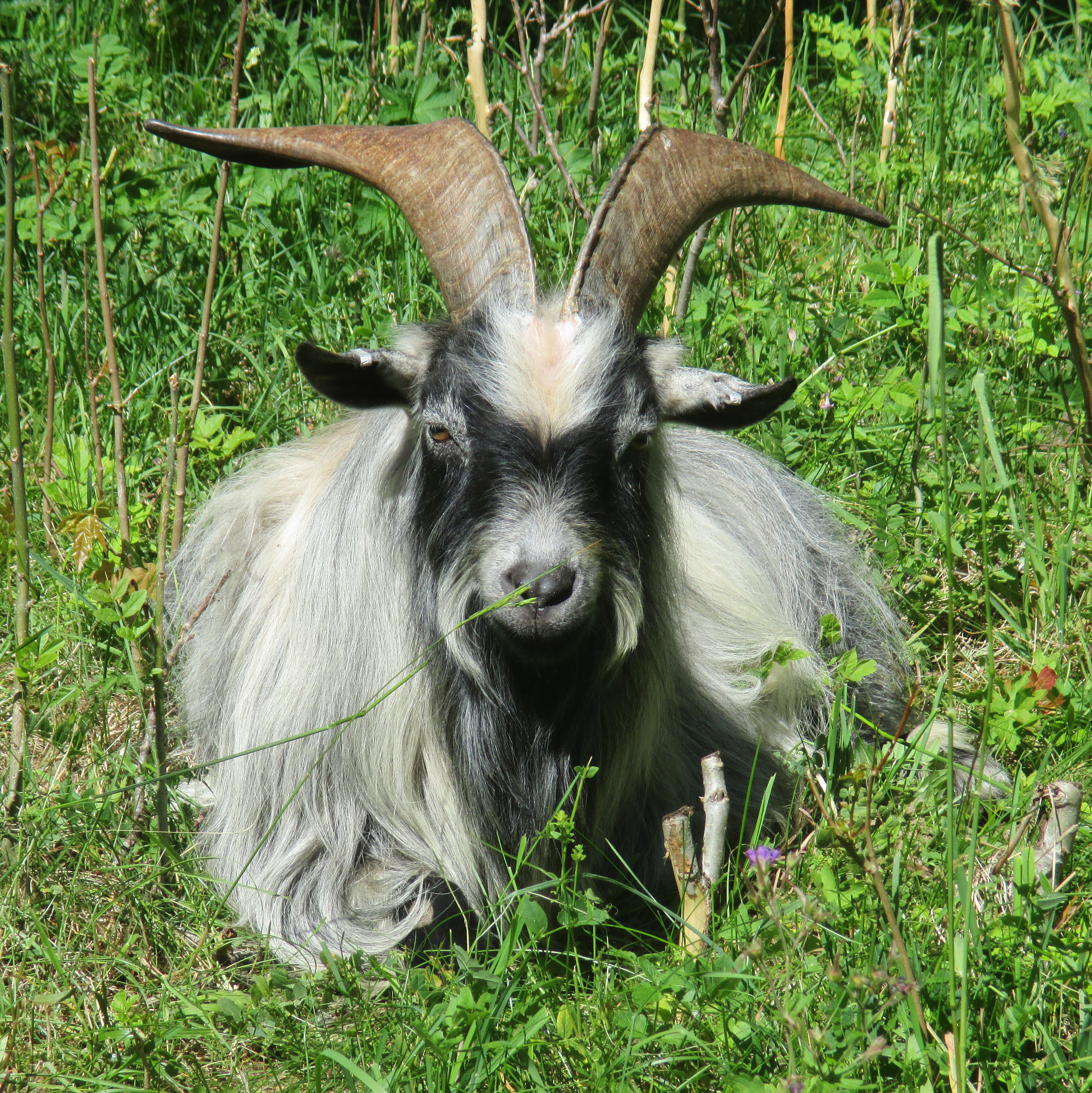
Bouc nain d'Afrique

## Le bouc dans la culture

### Expressions

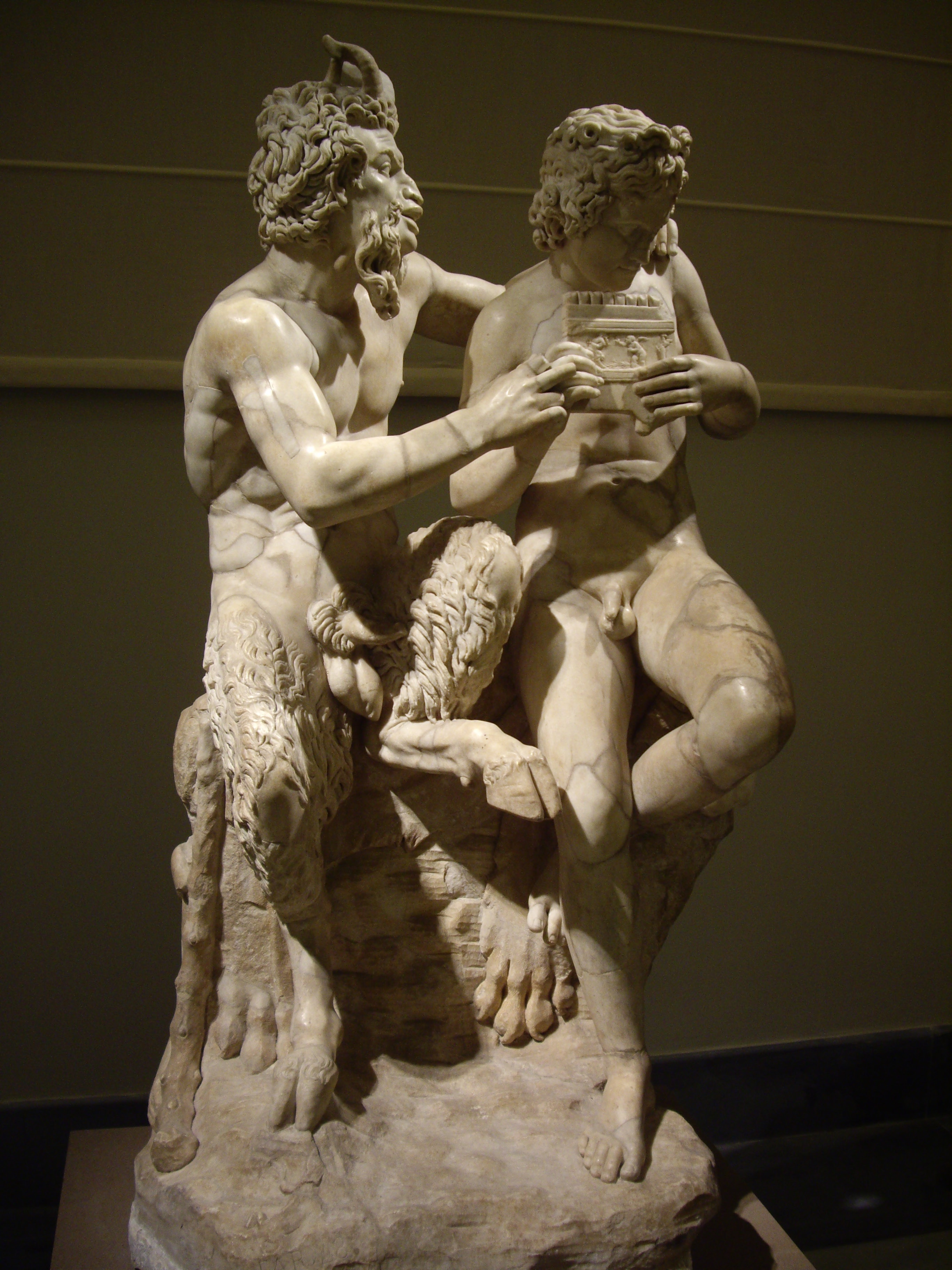
Pan apprenant à Daphnis à jouer de la syrinx, copie romaine d'un original grec d'Héliodore de Rhodes, collection Farnèse, Musée archéologique national de Naples.

Ses caractéristiques sont à l'origine d'expressions telles que « avoir un bouc », « porter le bouc » ou  « sentir le bouc ».         

### Mythologie
Dans la mythologie grecque, Pan, divinité de la Nature, protecteur des bergers et des troupeaux est souvent représenté comme une créature chimérique, mi-homme mi-bouc, à l'image des satyres dont il partage la compagnie. Outre la flûte, il a pour attributs les cornes et les pattes du bouc. Comme les satyres, il est surnommé tragoscèle, du grec τραγοσκελής / tragoskelḗs, « à jambes ou à pieds de bouc », formé de τράγος / trágos, « bouc », et σκέλος / skélos , « jambe, patte ». À l'origine, il ressemble à un bouc redressé sur ses pattes arrière ; puis, au fil du temps, son humanité apparaît, et finalement il ne conserve que deux cornes cachées dans sa chevelure. 
Dans la mythologie germanique, Tanngrisnir et Tanngnjóstr sont les deux boucs qui tirent le chariot de Thor. Lorsque le dieu a faim il les fait rôtir et lorsqu'il veut voyager à nouveau il lui suffit de bénir leurs restes pour que les boucs, vivants et en bonne santé reprennent leurs fonctions. Malheur à qui, comme Thjálfi et Roskva, leur aurait brisé les os entre-temps.
Dans la mythologie basque, Aker ou Akerbeltz est une divinité maléfique et souterraine ressemblant à un bouc auquel sont associées des notions de pouvoir et de protection sur les animaux d'élevage. Avec le christianisme, Aker est devenu une représentation du diable. Akelarre (lande du bouc) est le lieu où se déroule le sabbat. 

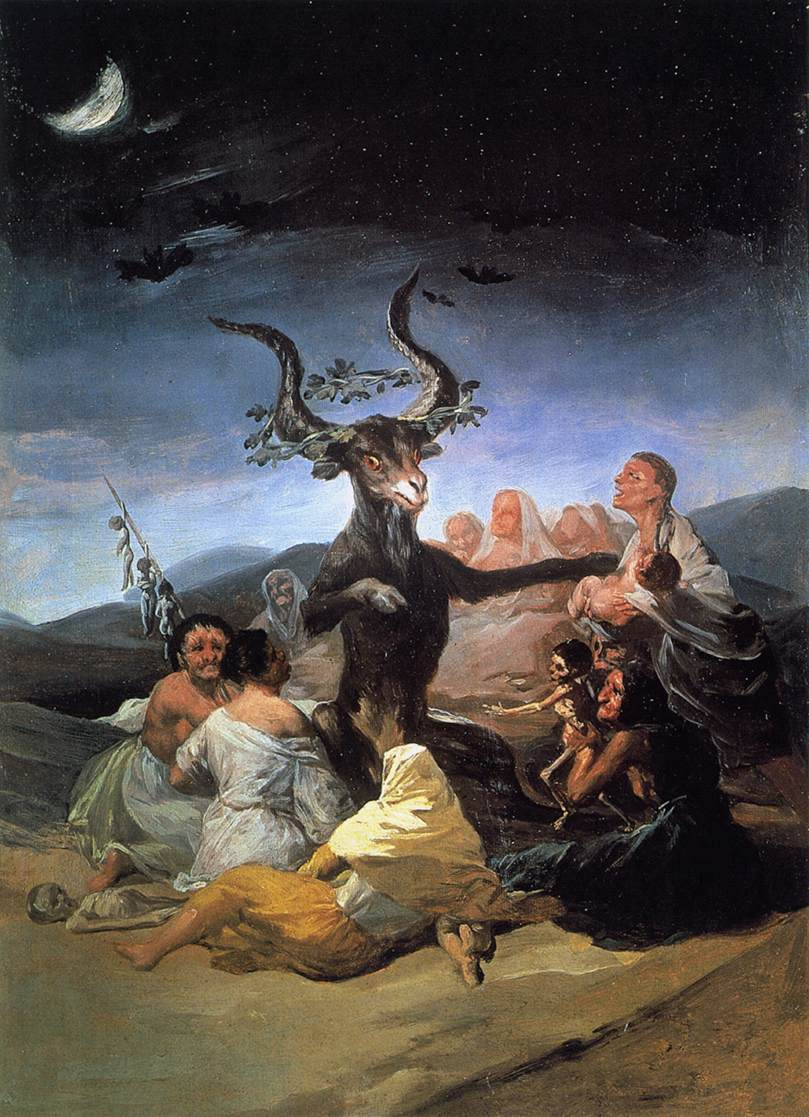
Le Sabbat des sorcières (1797-1798), Francisco de Goya, musée Lázaro Galdiano.

### Symbolique
Le bouc a été associé au diable dans les rites de sorcellerie et dans leur représentation comme Le Sabbat des sorcières ou Le Grand Bouc de Francisco de Goya. 

L'entrée « Bouc » du dictionnaire infernal le décrit ainsi: 

« C’est sous la forme d’un grand bouc noir aux yeux étincelants que le diable se fait adorer au sabbat ; il prend fréquemment cette figure dans ses entrevues avec les sorcières, et le maître des sabbats n’est pas autrement désigné dans beaucoup de procédures que sous le nom de bouc noir ou grand bouc. Le bouc et le manche à balai sont aussi la monture ordinaire des sorcières, qui partent par la cheminée pour leurs assemblées nocturnes. »

Dans le domaine de l'occultisme le bouc de Mendès est l'un des noms donnés à la représentation de Baphomet. 
Selon Nicole Jacques-Chaquin, le bouc, pour le lecteur du XVIe siècle, aurait été surtout associé au désir sexuel.
Selon la légende, les bokkenrijders (« chevaucheurs de boucs ») étaient des esprits se déplaçant la nuit dans les airs sur des animaux diaboliques. Au XVIIIe siècle des bandes de brigands mirent à profit la croyance populaire pour effrayer les habitants du pays d'Outremeuse et du Limbourg néerlandais. Des centaines de personnes furent condamnées après avoir avoué sous la torture dans des procès en sorcellerie pour pacte avec le diable. 

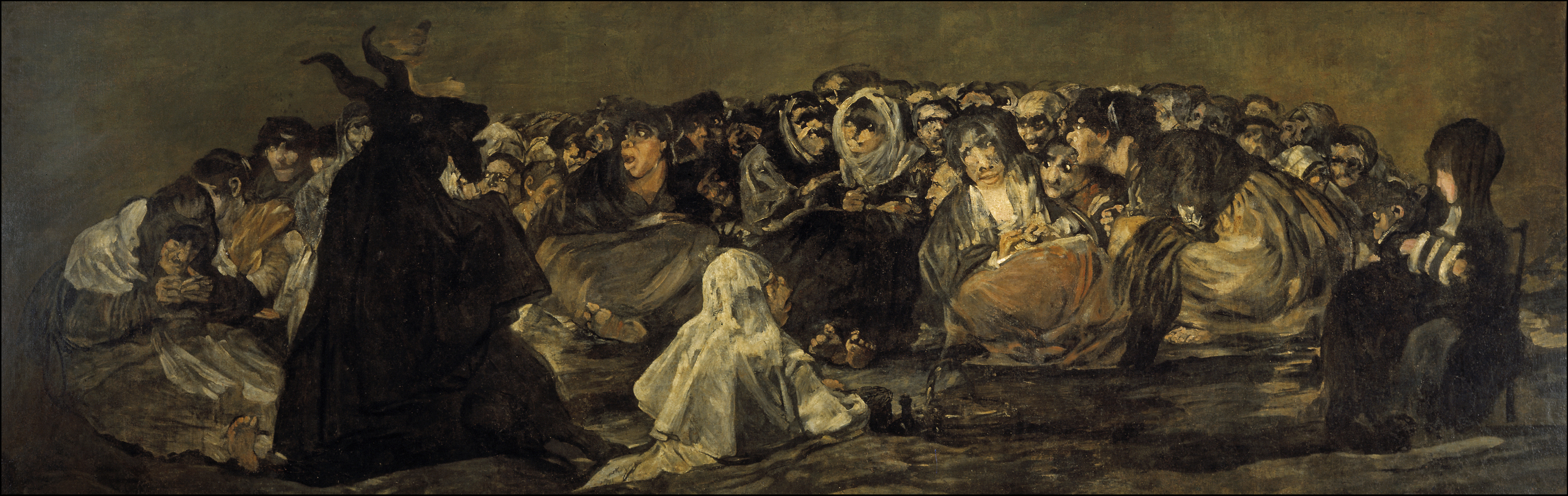
Le Grand Bouc (1821-1823), Francisco de Goya, musée du Prado.

Le Julbock ou bouc de Yule est l'un des plus vieux symboles de Noël des pays scandinaves. Dans la mythologie nordique, le bouc était à l'origine associé au dieu Thor. En Finlande, c'était une créature qui terrorisait les enfants avant de devenir le personnage distribuant les cadeaux. 
On trouve la symbolique de la chevauchée du bouc en franc-maçonnerie, au grade d'initiation, dans certains rites maçonniques.

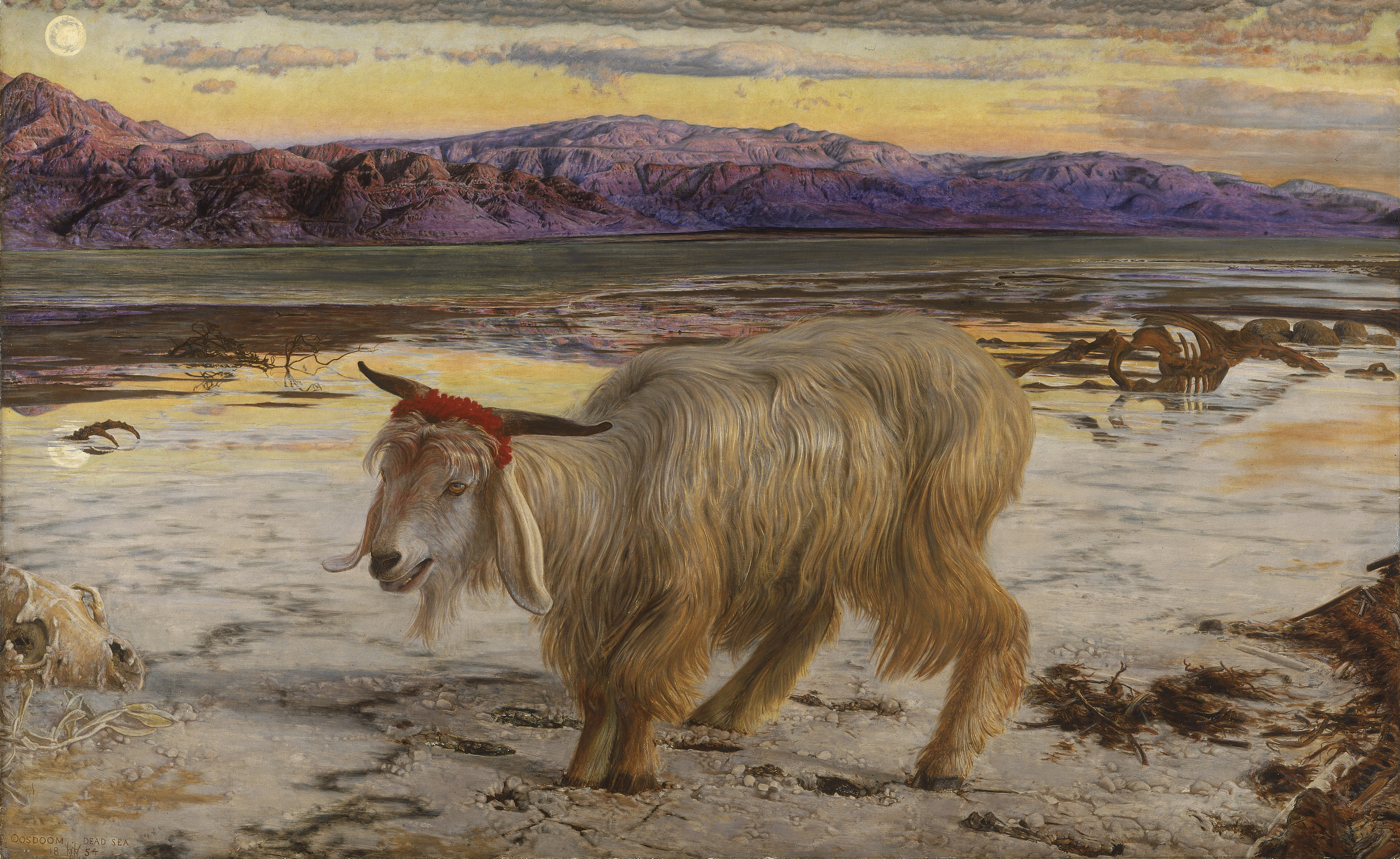
Le Bouc émissaire (1854), William Holman Hunt, Lady Lever Art Gallery.

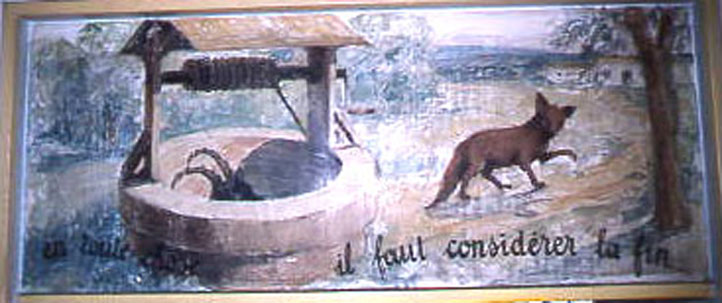
Peinture murale (1936) illustrant Le Renard et le Bouc.

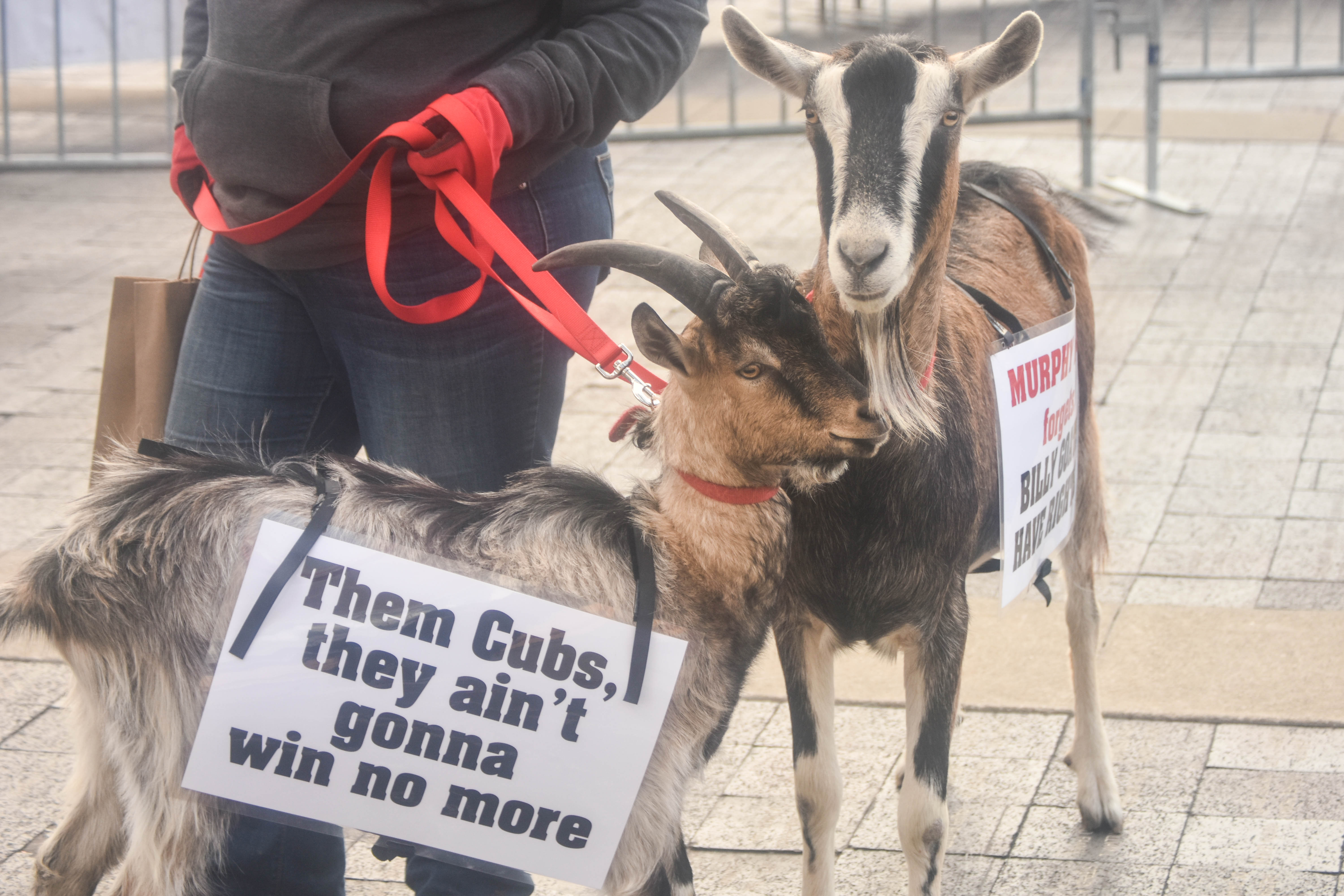
« Ces Cubs, ils ne gagneront plus jamais ».

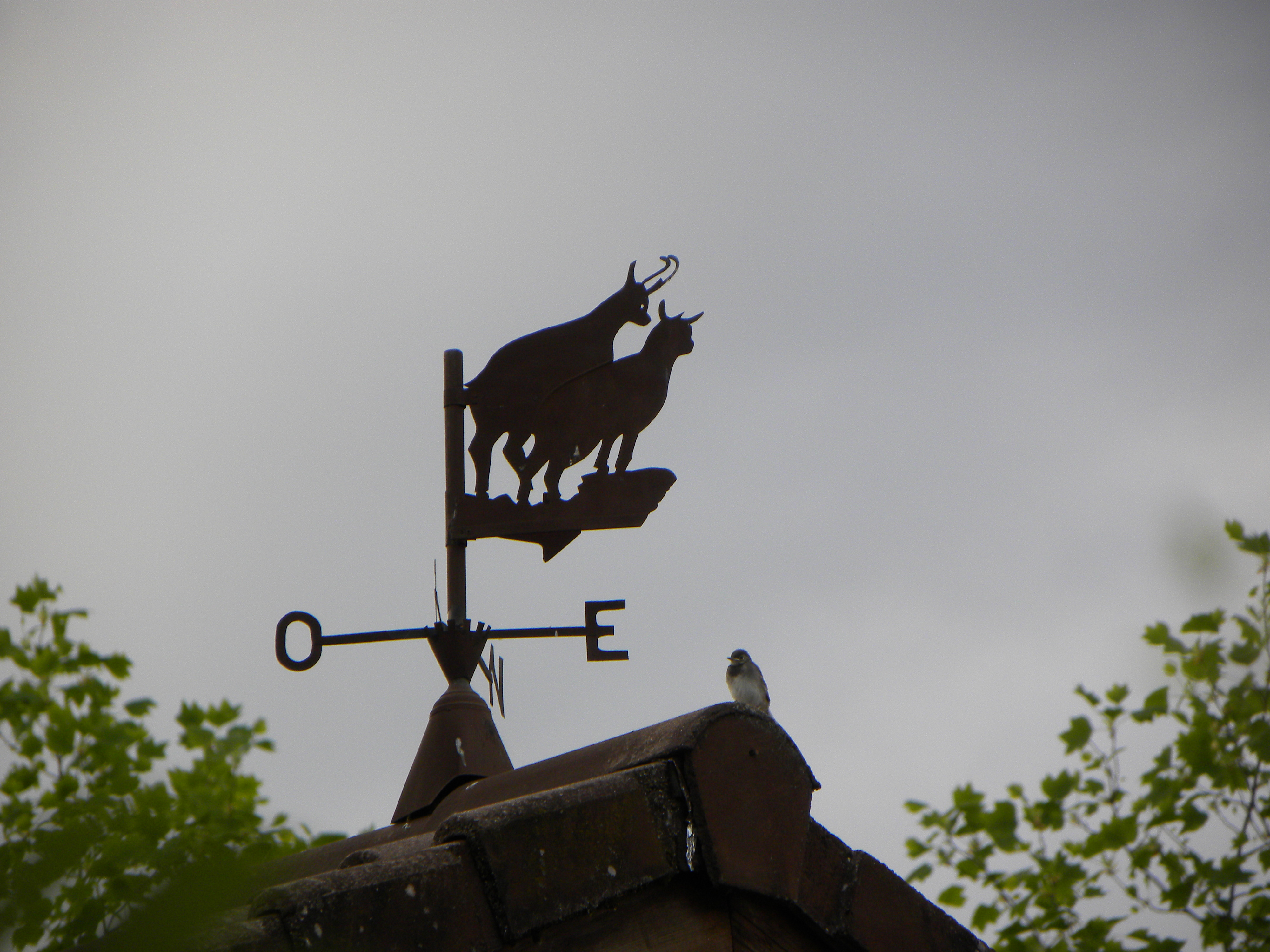
Girouette en région jurassienne.

### Sociologie
Le nom de l'animal est associé à l'individu désigné par le groupe, ou à une minorité stigmatisée par un groupe social, pour endosser une responsabilité, le bouc émissaire.

### Dans l'histoire
Dans le calendrier républicain, le Bouc était le nom attribué au 5e jour du mois de ventôse.

### Dans la littérature
Ésope (Le Renard et le Bouc (Ésope)) comme Jean de La Fontaine (Le Renard et le Bouc) ont opposé le bouc impétueux au renard réfléchi dans leurs fables.
"Le Satyre aux cuisses soyeuses répandait un fumet hircin" . Alexandre Arnoux in Abisag ou l'église transportée par la foi (1918)

### Au cinéma
Japeth est un bouc de montagne condamné par un sort à ne s'exprimer qu'en chantant de la musique country trépidante, dans La Véritable Histoire du Petit Chaperon rouge (Hoodwinked), film d'animation parodique de Cory Edwards, Todd Edwards et Tony Leech.

### En sport
Alors que le bouc est la mascotte de clubs de sport comme le 1. FC Cologne, dont Hennes VIIIe du nom est présent au stade lors de tous les match à domicile, les Cubs de Chicago, victimes de la malédiction de Billy Goat, ont été privés de victoire en série mondiale de la ligue majeure de baseball nord-américaine durant 108 ans.

### Dans l'armée
Taffy est un bouc engagé dans le 2e bataillon du Welch Regiment (en) en service actif en France pendant la première Guerre mondiale. William Windsor est Lance Corporal du 1er bataillon du Royal Welsh. Contrairement à Bill the Goat (en), mascotte de l'Académie navale d'Annapolis, ce ne sont pas des mascottes militaires, mais des membres des forces armées dont la tâche consiste à marcher devant le bataillon.

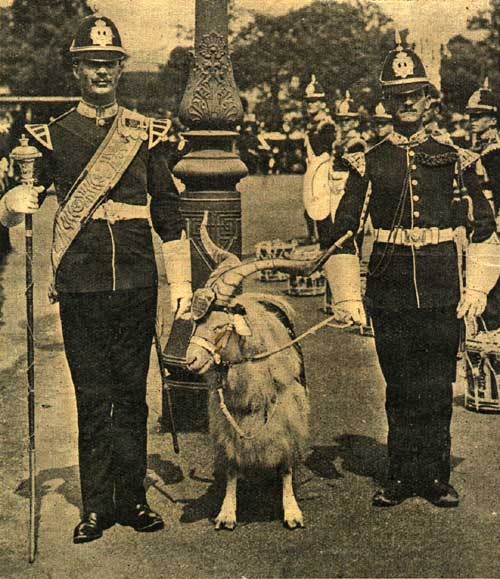
Taffy IV
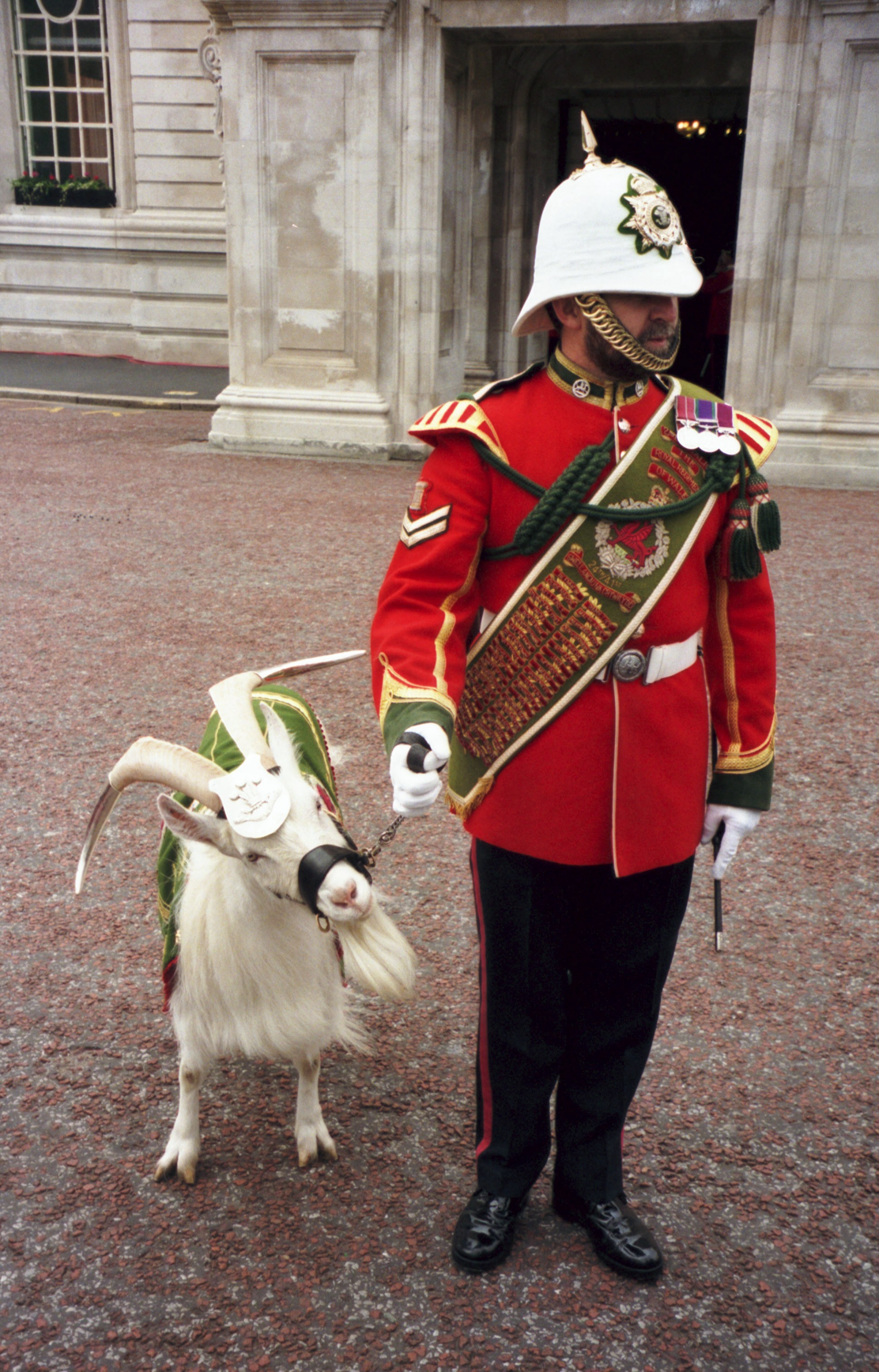
William Windsor
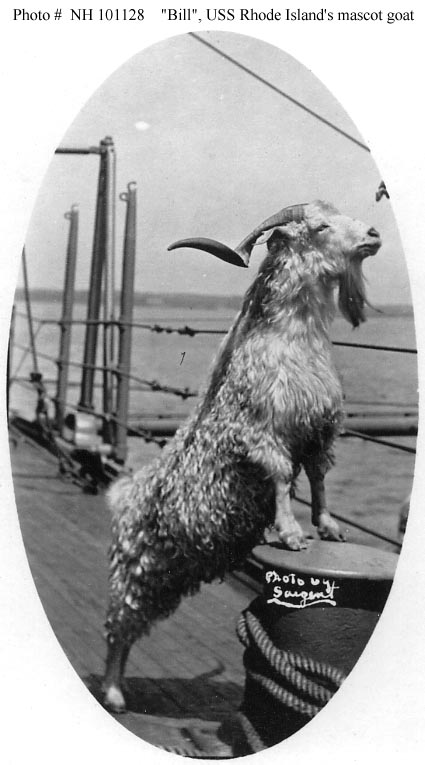
Bill the Goat (en)